# اواکوما (داکوتای جنوبی)
اواکوما(به انگلیسی: Oacoma) شهری در ایالت داکوتای جنوبی کشور ایالات متحده آمریکا است که جمعیت آن در سرشماری سال ۲۰۱۰ میلادی، ۴۵۱ نفر بوده‌است.